# Dead Memories
«Dead Memories» — (в пер. з англ. «Мертві Спогади») пісня американської групи Slipknot, яка вийшла третім синглом в альбомі All Hope Is Gone 1 грудня 2008. Відеокліп на пісню, який зняли Пол Грей і Шон Креєн, показали на MTV2 25 жовтня.

## Критика
Пісня «Dead Memories» на загальному тлі альбому була відзначена критиками за мелодійність. Наприклад, критик Blabbermouth Раян Огл, зазначив, що дана пісня «добре показує різноманітність Slipknot». Ден Мартін з The Guardian порівняв «Dead Memories» з композицією групи Metallica «Enter Sandman». Однак, Джим Кез з IGN зазначив, що ця повільна композиція «відволікає від загальної інтенсивності і динаміки альбому».

## Відеокліп
Відеокліп на пісню «Dead Memories» знятий Полом Греєм і Шоном Креєном. Прем'єра кліпу відбулася 25 жовтня 2008 року на каналі MTV2 в ефірі передачі Headbangers Ball. У кліпі Корі Тейлор переходить з однієї кімнати в іншу, що імовірно пов'язано зі змістом пісні — автобіографія за 10 років. Кожна кімната, можливо нагадує кожен етап цього часу. У кліпі показані 8 видів людського безумства:

 1. Шизофренія (#0 Sid Wilson — DJ)

 2. Нарцисизм (#1 Joey Jordison — Барабани)

 3. Залежність (#5 Craig Jones — Клавішні)

 4. Параноя (#2 Paul Gray (R.I.P.) — Бас-гітара)

 5. Парафілія (#6 Shawn Crahan — Перкусія)

 6. Замкнутість (#7 Mick Tompson — Електрогітара)

 7. Сексуальний сором (#4 James Root — Електрогітара)

 8. Нещасна любов (#3 Chris Fehn — Перкусія).

## Список композицій
CD
| #  | Назва                                        | Тривалість |
| -- | -------------------------------------------- | ---------- |
| 1. | «Dead Memories» (повна оригінальна версія)   | 3:41       |
| 2. | «Dead Memories» (повна альтернативна версія) | 4:00       |
| 3. | «Dead Memories» (радіо версія)               | 4:28       |

DVD
| #  | Назва           | Тривалість                 |
| -- | --------------- | -------------------------- |
| 1. | «Dead Memories» | (оригінальний відеокліп)   |
| 2. | «Dead Memories» | (альтернативний відеокліп) |

Dead Memories (Chris Lord-Alge Mix) CD сингл
| #  | Назва                                 | Тривалість |
| -- | ------------------------------------- | ---------- |
| 1. | «Dead Memories» (Chris Lord-Alge Mix) | 3:58       |